# Полтавченское
Полтавченское — село в Кущёвском районе Краснодарского края.
Административный центр Полтавченского сельского поселения.

## География
Расположен на берегу реки Россошь и слияния притока реки Малый Эльбузд .

### Улицы
| - пер. Восточный, - пер. Комсомольский, - пер. Молодёжный, - пер. Октябрьский, - пер. Первомайский, - пер. Почтовый, - пер. Школьный, | - ул. Заречная, - ул. Мира, - ул. Набережная, - ул. Российская, - ул. Сельская, - ул. Советская, - ул. Трудовая. |

## История
Первые поселения на Донской  земле были образованы чумаками, которые везли товар на юг России. Им часто приходилось останавливаться на живописных бескрайних степях, пасти свой скот. Сенокосные травы так их манили, что весной 1881 года они перевезли свои семьи и поселились на берегу речушки Малый Эльбузд приток реки Россошь впадающий в реку Большой Эльбузд рядом с хутором Сопляки .  Поселению дали название хутор Колодезный . Хутор Генеральский стал  с 1897 года.  Село Полтавченское новое название получило после 1924 года . В 1915 году в нём числилось 49 дворов – 330 жителей (205 мужчин и 125 женщин). В 1930 году на объединённой территории хуторов Красная Слободка, Серебрянский, Крутой Яр и части села Полтавченское был организован колхоз «Путь красных партизан», который возглавил Ивашкевич, рабочий из города Ростов-на-Дону. Сельскохозяйственная артель «Маленков» Полтавченского сельского совета образовалась из мелких колхозов в 1952 году. В 1957 году общеколхозным собранием единогласно артель «Маленков» была переименована в сельскохозяйственную артель «Россия». Место нахождения колхоза «Россия» - село Полтавченское Кущевского района Краснодарского края. Председателем колхоза в 1956 году избран Москвич Василий Евтеевич.
        В селе Полтавченское были построены два здания детского сада на 150 мест, ДК на 400 посадочных мест, баня, столовая, квартиры для колхозников и специалистов, склады, зерноток, фельдшерский пункт, газосклад, МТФ, СТФ, ПТФ. 

## Население
| 2002 | 2010 |
| ---- | ---- |
| 889  | ↗898 |